# Ludwig Johann Christoph Beenken
Ludwig Beenken ( n. 1966 ) es un micólogo y botánico alemán.
Se ha especializado en la Ecología y Sistemática del orden de hongos Russulales. Trabaja en la "Facultad de Biología", de la Universidad de Múnich.

## Algunas publicaciones
- Beenken L. 1996. Inocybe appendiculata. En Agerer R (ed.) Colour Atlas of Ectomycorrhizae, plate 94. Einhorn-Verlag, Schwäbisch Gmünd
- ----. 1996. Inocybe fuscomarginata. En Agerer R (ed.) Colour Atlas of Ectomycorrhizae, plate 95. Einhorn-Verlag, Schwäbisch Gmünd
- ----. 1996. Inocybe obscurobadia. En Agerer R (ed.) Colour Atlas of Ectomycorrhizae, plate 96. Einhorn-Verlag, Schwäbisch Gmünd
- ----. 1996. Inocybe terrigena. En Agerer R (ed.) Colour Atlas of Ectomycorrhizae, plate 97. Einhorn-Verlag, Schwäbisch Gmünd
- ----; R Agerer. 1996. „Piceirhiza stagonopleres“ + Picea abies (L.) Karst. Descr Ectomyc 1: 71-76
- ----, R Agerer, G Bahnweg. 1996. Inocybe appendiculata Kühn. + Picea abies (L.) Karst. Descr Ectomyc 1: 35-40
- ----, R Agerer, G Bahnweg. 1996. Inocybe fuscomarginata Kühn. + Salix spec. / Populus nigra L. Descr Ectomyc 1: 41-46
- ----, R Agerer, G Bahnweg. 1996. Inocybe obscurobadia (J. Favre) Grund, Stuntz + Picea abies (L.) Karst. Descr Ectomyc 1: 47-52
- ----, R Agerer, G Bahnweg. 1996. Inocybe terrigena (Fr.) Kuyper + Pinus sylvestris L. Descr Ectomyc 1: 53-58
- ----. 1997. Nectria decora (Wallr.) Fuckel und ihr Anamorph Fusarium ciliatum Link, sporophage Parasiten auf Massaria inquinans (Tode: Fr.) De Not. Mycologia Bavarica 2: 48-60
- Hettich F, L Beenken. 1997. Xylaria oxyacanthae Tul. & C. Tul, die „Weißdornbeeren-Holzkeule“, erstmals für Bayern nachgewiesen. Mycologia Bavarica 2: 61-64
- Agerer R, L Beenken. 1998. Geastrum fimbriatum Fr. + Fagus sylvatica L. Descr Ectomyc 3: 13-18
- ----, L Beenken, J Christan. 1998. Gomphus clavatus (Pers.: Fr.) S. F. Gray. + Picea abies (L.) Karst. Descr Ectomyc 3: 25-29
- ----, L Beenken. 1998. Lyophyllum decastens (Fr.) Sing. + Quercus robur L. Descr Ectomyc 3: 43-47
- ----, L Beenken, J Ammirati. 1998. Polyporoletus sublividus Snell + Abies amabilis Forb. Descr Ectomyc 3: 85-91
- Jakucs E, Z Bratek, L Beenken, R Agerer. 1998. Rhizopogon vulgaris (Vitt.) M. Lange var. intermedius Svrcek + Pinus nigra Arn. Descr Ectomyc 3: 111-116
- Magyar L, L Beenken, E Jakucs. 1999. Inocybe heimii Bon + Fumana procumbens (Dun.) Gr. Godr. Descr Ectomyc 4: 61-65
- Jakucs E, L Beenken. 1998. Russula amoenolens Romagn. + Populus alba L. Descr Ectomyc 3: 115-119
- Agerer R, L Beenken, NL Bougher. 2001. Descomyces albus (Klotzsch) Bougher & Castellano + Eucalyptus spec. Australian Sys. Bot. 14: 41–47
- Agerer R, NL Bougher. 2001. Tomentella brunneorufa M.J. Larsen + Eucalyptus spec. Australian Sys. Bot. 14: 205–212
- Agerer R, NL Bougher. 2001. Amaurodon aquicoeruleus (Thelephoraceae: Hymenomycetes: Basidiomycota), a new species from Australia with spores distinctly blue in water. Australian Sys. Bot. 14: 599–606
- Agerer R, NL Bougher. 2001. Tomentella subamyloidea sp.nov. & T. radiosa (Thelephoraceae: Hymenomycetes: Basidiomycota) from Australia. Australian Sys. Bot. 14: 607–614
- Beenken L. 2001. Russula alnetorum Romagn. + Alnus viridis (Chaix) DC. Descriptions of ectomycorrhizae 5:115–123
- Becerra A, L Beenken, K Pritsch, G Daniele, M Schloter, R Agerer. 2005. Anatomical & molecular characterization of Lactarius aff. omphaliformis, Russula alnijorullensis & Cortinarius tucumanensis ectomycorrhizae on Alnus acuminata. Mycologia 97 (5): 1047-1057Texto completo
- Franke T , L Beenken, M Döring, A Kocyan, R Agerer. 2006. Arbuscular mycorrhizal fungi of the Glomus-group A lineage (Glomerales; Glomeromycota) detected in myco-heterotrophic plants from tropical Africa. Mycological Progress 5 (1): 24-31
- Renner SS, L Beenken, GW Grimm, A Kocyan, RE Ricklefs. 2007. The evolution of dioecy, heterodichogamy & labile sex expression in Acer. Evolution Int J Org Evolution. 2007 Sep 25; : 17894810

- La abreviatura «Beenken » se emplea para indicar a Ludwig Johann Christoph Beenken como autoridad en la descripción y clasificación científica de los vegetales.[1]